# Maurizio Malvestiti
Maurizio Malvestiti (Filago, 1953. augusztus 25. – ) olasz főpap, a Lodi egyházmegye megyéspüspöke 2014 augusztus 26-tól.

## Élete
Malvestiti 1953-ban született Filagóban, a bergamói szemináriumban tanult. 1977-ben szentelték pappá. 2014 augusztus 26-án Ferenc pápa őt nevezte ki Lodi püspökké.

## Galéria

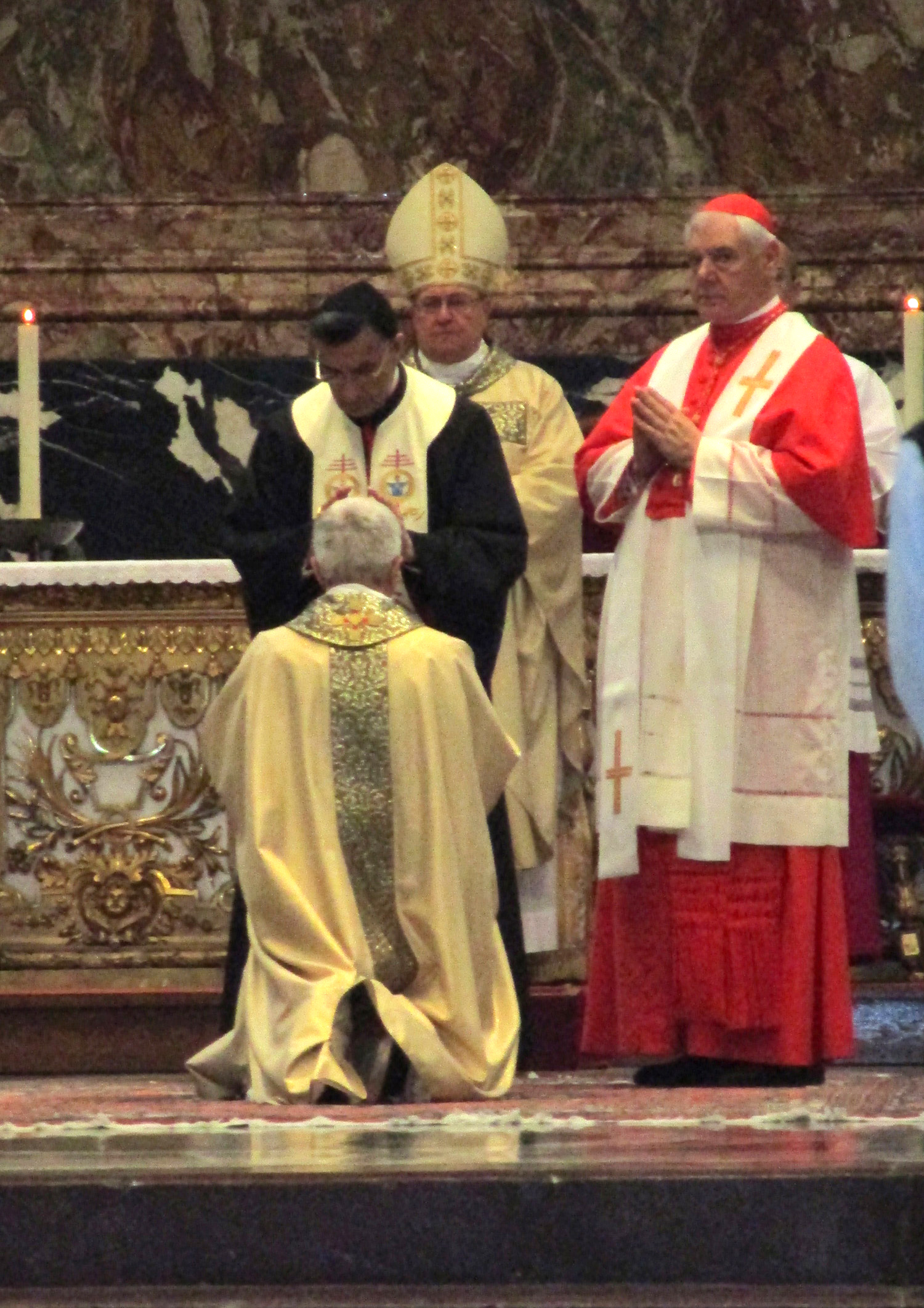
Rahi Maronita pátriárka püspökké szenteli Malvestitit 2014. október 11-én Sandri és Müller bíborosok társaságában
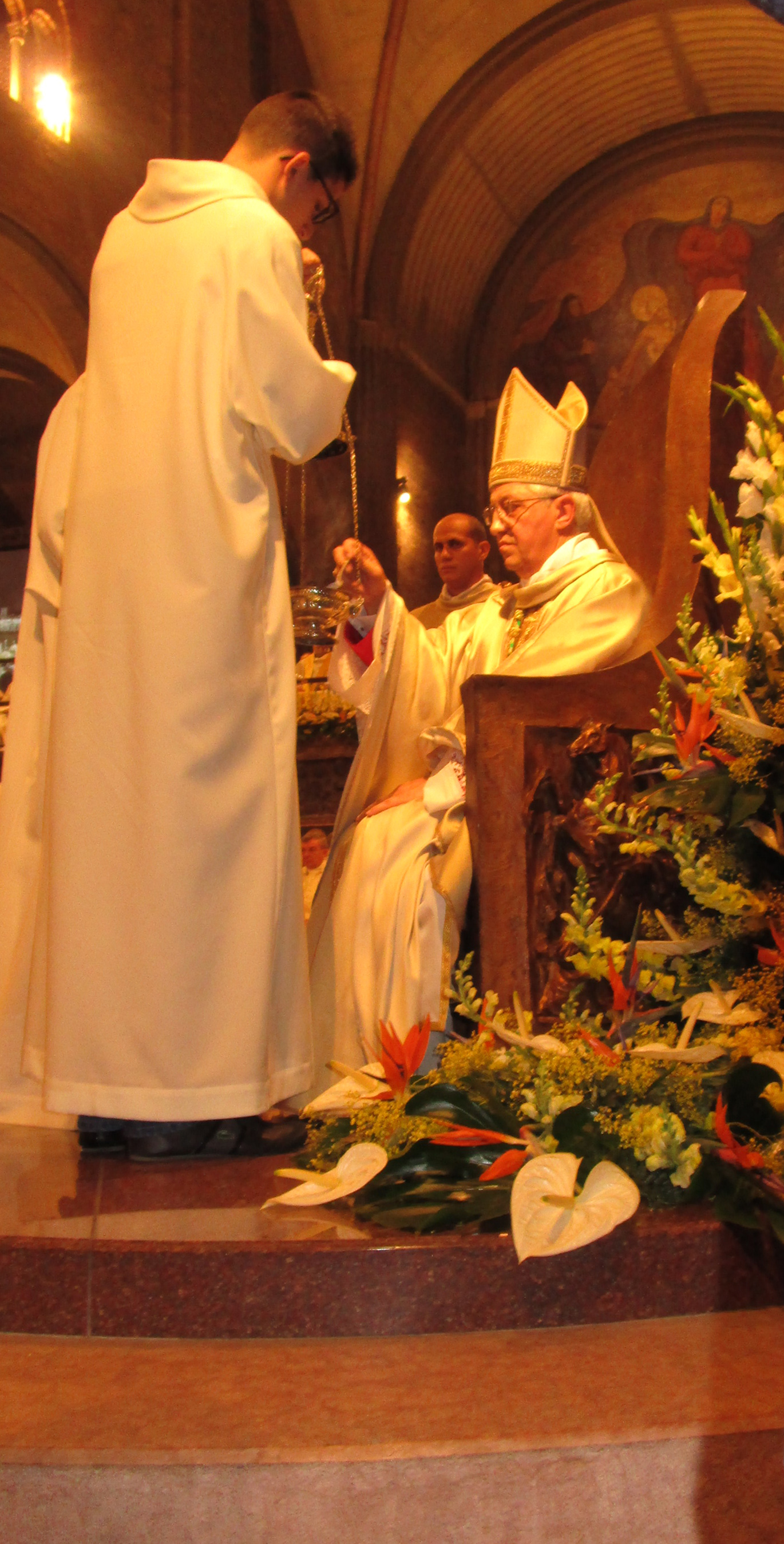
Malvestiti püspök, 2014. október 26.
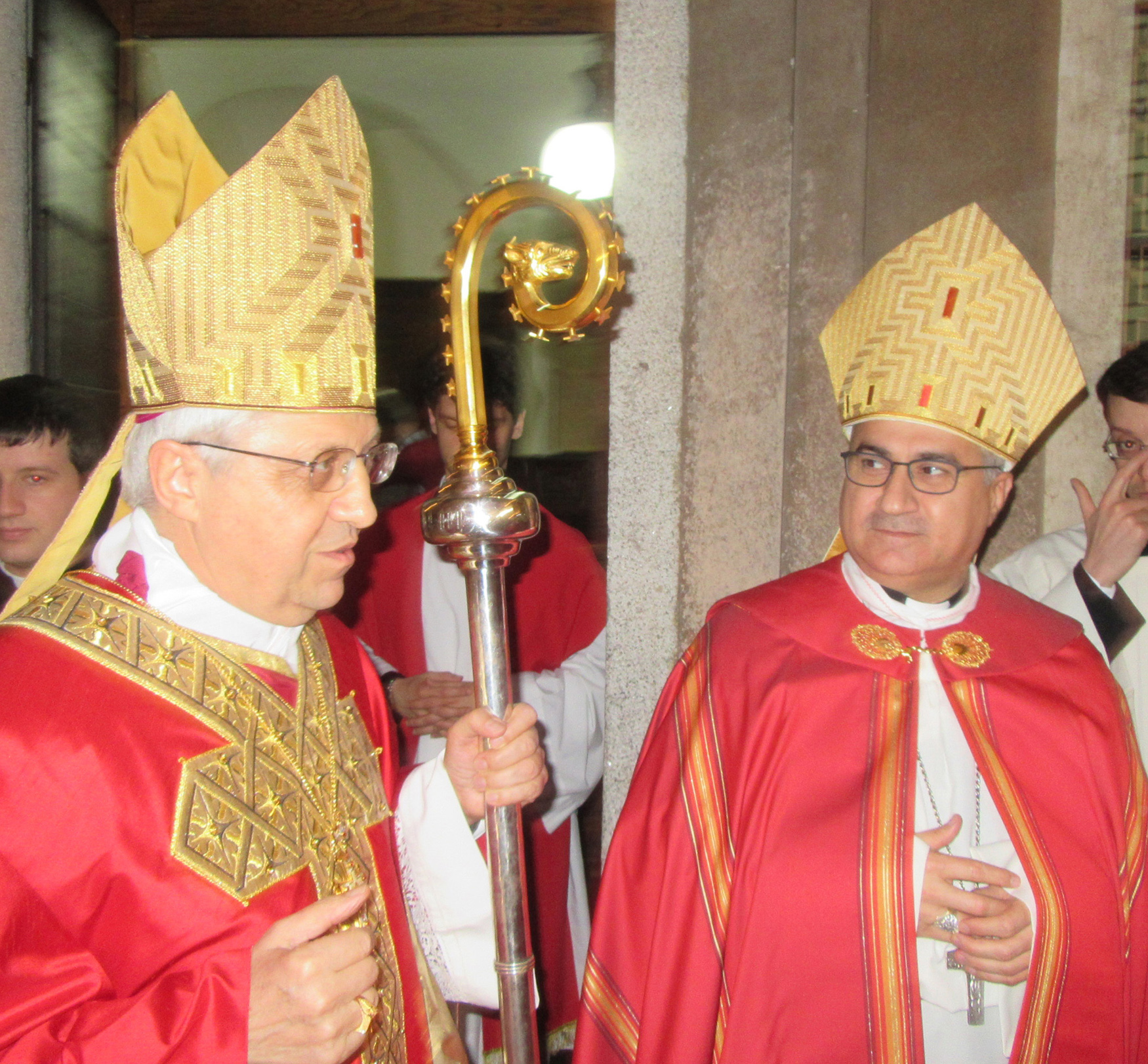
Malvestiti püspök Bashar Warda püspök társaságában a Lodi katedrálisban rendezett pünkösdi virrasztáson, 2016. május 14.
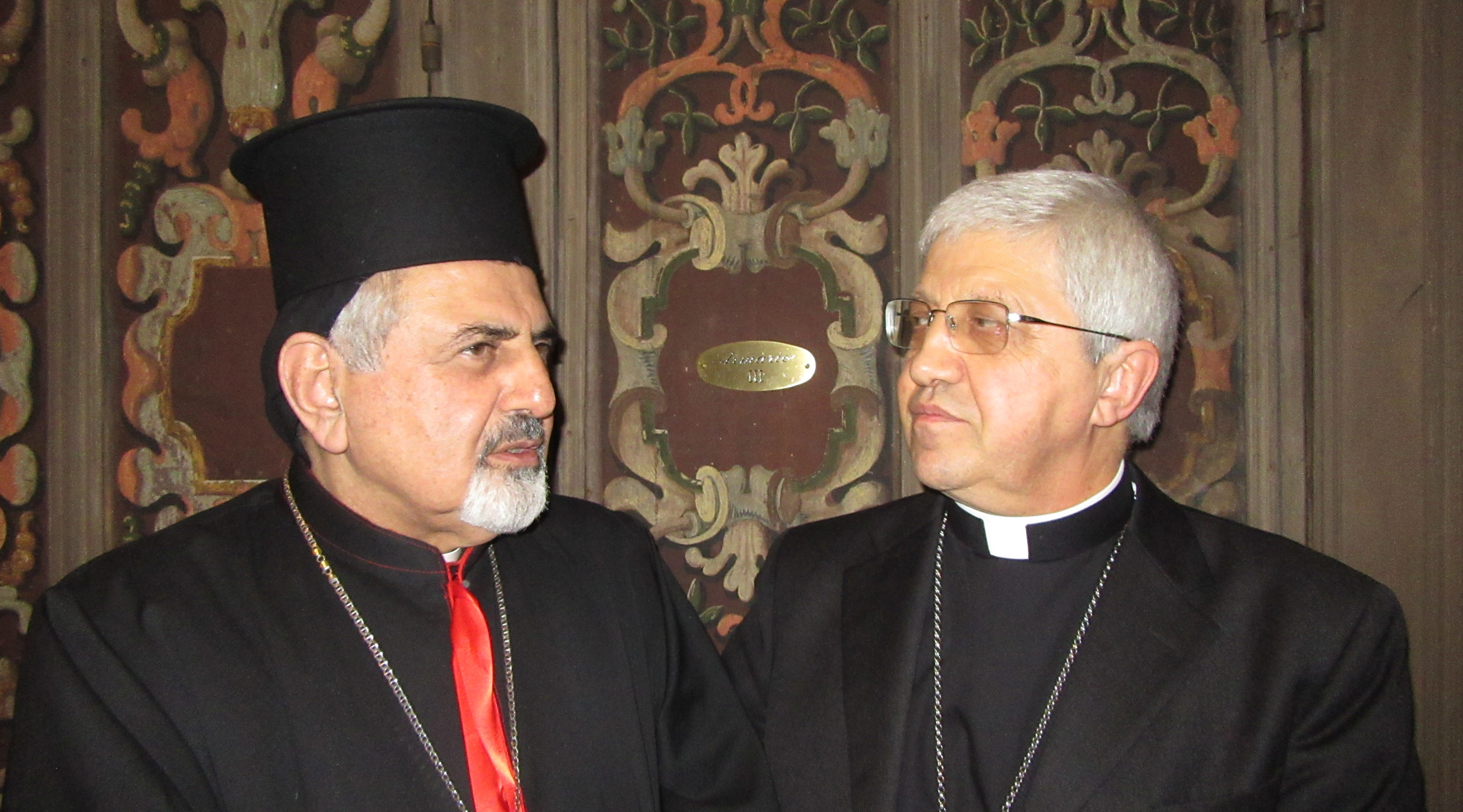
Malvestiti püspök (jobbra) Mar Ignatius Joseph III Younan pátriárka társaságában Lodi püspökének házában, 2017. február 20.
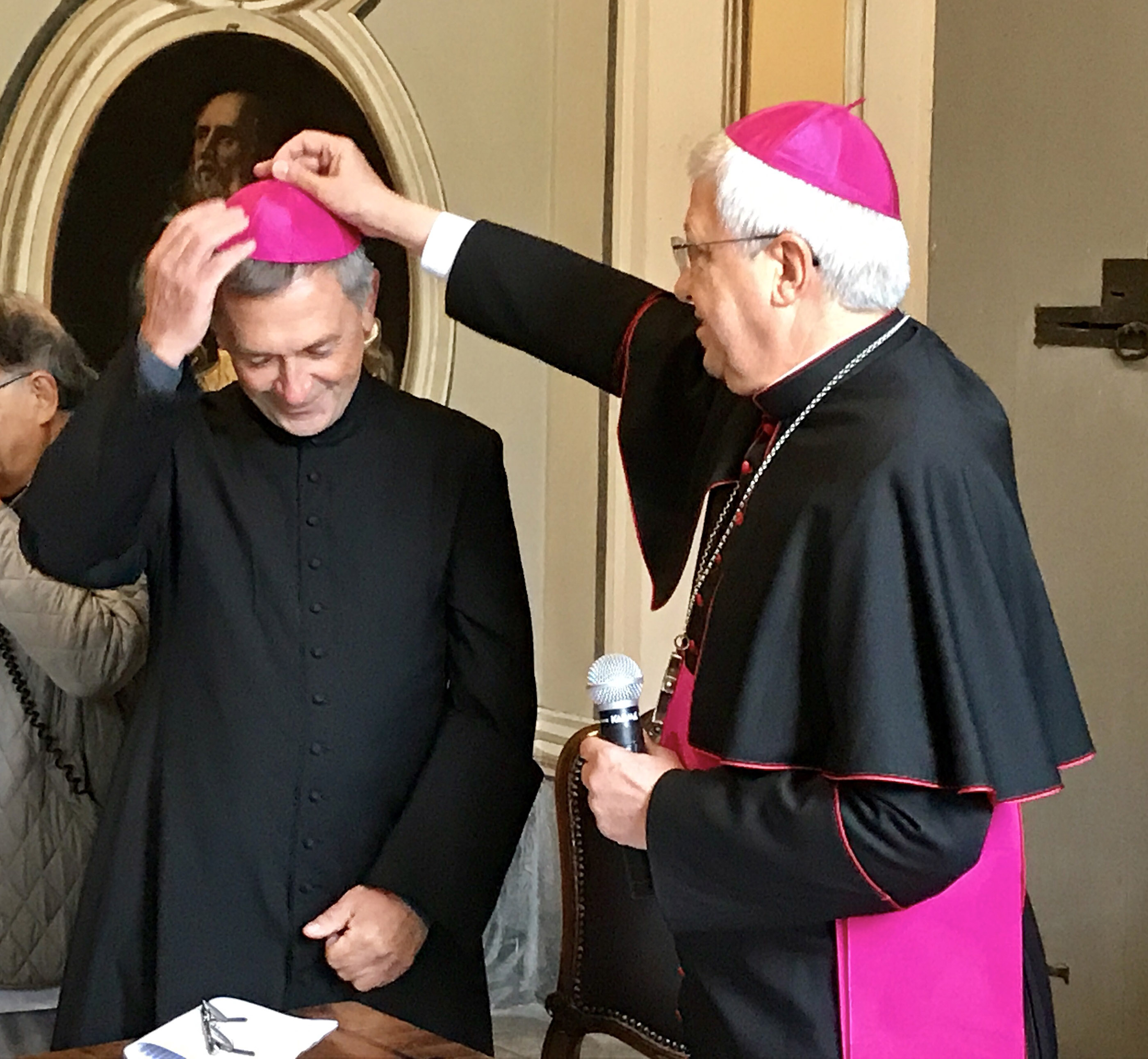
Malvestiti püspök (jobbra) a frissen felszentelt Egidio Miragoli püspök fejére helyezi a pileólus fejfedőt, 2017. szeptember 29.

## Mottó és címer

Címere

«  In silentio et spe »